# Piet de Moet
Pieter Martinus (Piet) de Moet (Rotterdam, 29 juni 1890 – Den Haag, 20 februari 1973) was een Nederlands biljarter. Hij nam in seizoen 1928–1929 deel aan het nationale kampioenschap driebanden in de ereklasse.

## Titels
- Nederlands kampioen (2x): Driebanden groot: 2e klasse 1930–1931, 1943–1944

## Deelname aan Nederlandse kampioenschappen in de Ereklasse
| Nr. | Kampioenschap        | Plaats   | Klassering | Alg. gemiddelde |
| --- | -------------------- | -------- | ---------- | --------------- |
| 1.  | Driebanden 1928–1929 | Den Haag | 4e         | 0,449           |